# The Daily Telegraph (Australie)
Cet article concerne un quotidien national australien. Pour son homonyme britannique, voir The Daily Telegraph.

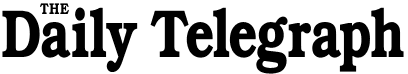
Titre du Daily Telegraph en 2009

The Daily Telegraph est un quotidien national australien de format tabloïd publié à Sydney (Nouvelle-Galles du Sud) par le groupe Nationwide News, lequel est une filiale de News Corporation, propriété de Rupert Murdoch.
The Tele, comme il est généralement appelé, a été créé en 1879 et a été un des principaux journaux de la région. En 1990, il a fusionné avec le journal de l'après-midi The Daily Mirror pour devenir The Daily Telegraph-Mirror avec une édition matinale et une édition l'après-midi qui devait disparaitre par la suite.
En 1996, le journal a repris son ancien nom.
Le tirage du journal au début de 2004 était de 409 000 exemplaires par jour, ce qui en faisait le journal au plus fort tirage de Sydney.
Le journal correspondant à Melbourne est The Herald Sun.
L'édition du samedi est appelée The Saturday Daily Telegraph et celle du dimanche The Sunday Telegraph.
Le journal défend une orientation conservatrice.